# 安田理央
安田 理央（やすだ りお、1967年8月22日 - ）は日本のフリーライター、アダルトメディア研究家、ミュージシャン、AV監督。埼玉県出身。美学校、考現学教室 考現学卒。男性。

## 来歴
1986年より雑誌編集業務に従事。コピーライター業を経て、1994年よりフリーライターとして活動を開始する。主にAVやエロ本、風俗、ネットなどのアダルトメディアに関しての執筆が多い。1999年以降一時はAV監督としても活動した。
またミュージシャンとしては、高校時代の1984年にニューウェーブバンドであるモデルプランツを結成し、以後25年に渡って活動。川崎ぶらとのデュオ、リオ・ブラボーを経て、現在は10人編成のハイパーロックンロールバンド・野獣のリリアン、フリーキーファンクバンドのRoswellsなどにボーカリストとして参加している。

## 人物
京王百貨店の駅弁大会（元祖有名駅弁と全国うまいもの大会）のマニアであり、駅弁大会の達人としてテレビ、ラジオ、雑誌などに登場している。とみさわ昭仁、柳下毅一郎と、古本屋と居酒屋を巡る「せんべろ古本トリオ」として活動。ライターとしての弟子に、大坪ケムタ、加藤カジカがいる。 
2009年には完全自主制作で「黄金期のエロ本を再現する」というコンセプトの元、DVDマガジン「No1 in HEAVEN」を創刊。2013年には「色と食」をコンセプトにしたDVDマガジン「ウララカ」を新たに創刊。
よく女性に間違われる名前だが、漢字は違うものの「りお」の読み自体は本名である。2020年には名前の似た女優・内田理央のYouTubeチャンネル「だーりおCHANNEL」にて、内田と対談を行った。

## 音楽活動
- モデルプランツ（1984-2009）
- リオ・ブラボー（2000-）
- 野獣のリリアン（2010年-）
- Roswells（2012年-）

## 著書

### 単行本
- 『裏デジタルカメラの本』（1997年、秀和システム）
- 『OPEN&PEACE 風俗嬢ヴァイブス』（1999年、メディアックス）
- 『デジハメ娘。』（2003年、二見書房）
- 『日本縦断 フーゾクの旅』（2004年、二見書房）
- 『痴女の誕生 アダルトメディアは女性をどう描いてきたのか』（2016年、太田出版）
- 『巨乳の誕生 大きなおっぱいはどう呼ばれてきたのか』（2017年、太田出版）
- 『AV女優、のち』（2018年、角川新書）[3]
- 『日本エロ本全史』（2019年、太田出版）
- 『ヘアヌードの誕生 芸術と猥褻のはざまで陰毛は揺れる』（2021年、イースト・プレス）
- 『日本AV全史』（2023年、ケンエレブックス）
- 『アダルトメディア大全』（2024年、三才ブックス）

### 編集
- アダルトメディア年鑑2024（2023年12月26日、イースト・プレス）稀見理都 と共同編集。執筆も兼ねる[6]。

### 漫画原作
- たちまち はだかの業界物語（2017年‐2020年、日本文芸社）作画：前川かずお

## 電子書籍
- 「安田理央のB級グルメ道」 （2010年　オフィスマイカ）
- 「安田理央のAVレビュー大全1987-2012」（2012年　Kindle）
- 「1999年のポルカ」（2013年　Kindle）
- 「45歳からのアニメ入門」（2013年　田口こくまろと共著　Kindle）

## 共著
- 「ネットトラベラーズ95」（1995年　翔泳社）
- 「ネットトラベラーズ96」（1996年　翔泳社）
- 「オトナの裏パソコン」 （1996年　ジャパンミックス）
- 「20世紀のアダルトビデオ」 （1998年　アスペクト）
- 「日曜官能家ＥＸ」（1998年　イーストプレス）
- 「薬ミシュラン」（2000年　 太田出版）
- 「サブカルチャー世界遺産」（2001年　扶桑社）
- 「別冊宝島 100万人のアダルトビデオ」 （2003年 宝島社）
- 「ファントム」 （2006年 二見書房）
- 「エロの敵 今、アダルトメディアに起こりつつあること（雨宮まみと共著　2006年　翔泳社）
- 「昭和・平成お色気番組グラフティ」（2014年　河出書房新社）
- 「エロ本黄金時代」（2015年　河出書房新社）
- 「日本昭和エロ大全」（2020年　辰巳出版）
- 「日本昭和トンデモエロ大全」（2022年　辰巳出版）

## 雑誌連載
- 「エロメディア全史」（月刊ラジオライフ 三才ブックス） - 日本における成年向け雑誌やアダルトビデオなどの歴史をジャンルごとに解説。2020年8月号から開始。
- 「エロのミカタ」（週刊プレイボーイ 集英社） - 2022年夏から開始。

## インターネットラジオ番組
- WEBスナイパー「安田理央と遠藤遊佐のダメダメ60分」（第1回：2012年05月24日 - 第25回：2014年09月04日、Youtube インターネットラジオ「安田理央と遠藤遊佐のダメダメ60分」）[7][8]
- トイズハートプレゼンツ「安田理央と遠藤遊佐のダメダメ酒場」（第1回：2014年09月07日 - 第6回：2015年02月14日、Youtube インターネットラジオ「安田理央と遠藤遊佐のダメダメ酒場」）[9]

## その他
- 朝日新聞 2023年7月7日 文化面にて「生成AIによる性表現」についてコメントした。

## 関連人物
- 永山薫 - エロ漫画の研究家で、安田との対談も行っている。

## 関連作品
- グッドバイ、バッドマガジンズ - 成年向け雑誌の編集部を描いた2022年の映画。安田による監督へのインタビュー記事が週刊プレイボーイに掲載された[10]。